# 台北市優良體育用品展
台北市優良體育用品展是一項由台北市體育用品商業同業公會自行舉辦之展覽，在1974年首度辦理時，稱之為「台北市體育用品展」，又稱之「國產體育用品展」或「全國體育用品展」。
而到了1981年後，再度恢復舉辦，當時因為正逢中華民國建國七十年，故取名為「建國七十週年體育用品展」，而自1982年起，主辦單位才正式定名此展覽為「台北市優良體育用品展」，而在1996年的最後一次辦理之下，本展覽也正式走入歷史，取而代之的，則是中華民國對外貿易發展協會在台北世界貿易中心舉辦的外銷展覽─「台北國際體育用品展覽會」。

## 展覽演變

### 公會的籌組
1973年7月10日，為了要推展體育用品的外銷市場，以貿易商、體育用品批發商、體育用品製造商為基礎的台北市體育用品商業同業公會應運而生，胡益蘭成為第一任理事長，李榮淮成為常務理事長，並且開始針對各國體育用品發展之情況進行調查。

### 第一個體育用品展覽
在1973年11月時，台北市體育用品公會在看到體育用品市場的前景後，決議組成「全國體育用品展覽會」籌備小組，進行招商事宜，當時吸引了36家廠商報名參與展覽，並宣布該展覽要在1974年7月在台北市國際學舍辦理。
後來，因為參展廠商的踴躍參與，該項展覽也提前至1974年4月5日進行，並改在台北市公賣局舉辦，當時的展覽名稱為「第一屆台北市體育用品展覽會」，是台灣有史以來，第一個針對體育用品進行的展覽。

### 內外銷混合展覽再度復活
繼1974年台北市體育用品公會自辦兩項體育用品展覽後，公會獲得民生報、經濟日報的贊助，順利在6月24日─6月28日，舉辦「建國七十年體育用品展覽會」，並且設置多項表演活動，是公會創會以來，第三個自辦的展覽。
而當年參觀的觀眾人數達五萬以上，是所有展覽（包含「台灣體育用品展售會」）以來的參觀人數之最，此項展覽也同時受到各階層消費者、國內外廠商與買主之好評。

## 展覽歷史
1974年
- 4月5日舉辦之「第一屆台北市體育用品展覽會」於台北市公賣局舉辦，在此項展覽中，主辦單位另外設置了「泳裝小姐選美賽」，藉以吸引買氣。而這個展覽，則是台灣體育用品展覽史中，第一個最先舉辦之展覽，但此項展覽，在1975年起被貿協舉辦的「台灣體育用品展售會」給整併。
- 9月6日，台北市體育用品公會在台北省立護專舉辦「全國體育用品展覽會」，是當年四月公賣局展覽之延伸，也是屬於內銷與外銷混合之展覽。[7]

1981年
- 台北市體育用品公會獲得經濟日報與民生報的贊助，順利舉辦「建國七十年體育用品展」（即「台北市優良體育用品展」的前身）。而這項內外銷混合的展覽，則創下台灣體育展覽史上，參觀人數最多的紀錄。

1982年
- 台北市體育用品公會再度於7月28日，自行舉辦「建國七十一年體育用品展」，共吸引59家廠商報名，而協辦的民生報也特別印製了「體育用品特刊」，讓參觀者可以免費索取。[8][9]

1983年
- 為了推展休閒運動，台北市體育用品公會再度辦理「建國七十二年體育用品展」。[10]

1984年
- 台北市體育用品公會自辦之「建國體育用品展」改制成「優良體育用品及休閒服飾展覽會」，衝浪板成為展覽中受到矚目之焦點。[11]

1985年
- 台北市體育用品公會自辦之「優良體育用品及休閒服飾展覽會」再度改制成「優良體育用品展覽會」，當年邀請眾多體育公協會社團參展，並以推展全民運動為主題，受到消費者之好評。[12]

1986年
- 因為「建國體育用品展」的辦理，而造成台灣區體育用品工業公會與台北市體育用品商業同業公會發生性質重疊與展覽正式性糾紛。最終，雙方達成協議，台灣區體育用品公會負責提供體育產品相關研發技術交換和全國性大展服務諮詢，而台北市體育用品公會則負責推展台北市內體育相關活動，並與台灣區體育用品公會在展覽部分進行互動與協調。[13][14]
- 由於兩公會之協議中，並未提及展覽合併之問題，因此北市體育用品公會再度於松山機場的外貿協會展覽館順利舉辦「優良體育用品展覽會」，該項展覽以提倡高品質產品及打擊仿冒產品作為主要之話題。[15]

1987年
- 台北市體育用品公會在自辦的「優良體育用品展」中，宣誓當年為「體育用品業行動年」。[16]

1988年
- 在當年的此項展覽，以上班族作為主要的設計對象，推展休閒運動器材與球類商品，並且，邀請台北市立體育專科學校（現為「台北市立體育學院」）教授張振嘉與國立體育學院體育系主任江界山講授健康方面之議題，與休閒運動之教學，獲得參觀者之好評。[17]

1989年
- 台北市體育用品公會理事長陳俊田表示，由於經濟環境惡劣，加上保護意識抬頭（著作權與專利的重視），因此，除了提升產品的品質以外，自創品牌將是打進國際市場的最大著力點。而且，也因為職業運動的發展，更認為政府應當要支持水上運動及其他剛起步的體育運動，才能獲得均衡之發展。
- 展覽中，首度設置「消費者諮詢區」，並在現場提供體適能的檢測。[18]
- 在現場之展覽中，水上運動與高爾夫商品受到現場消費者之高度關切與重視，並且，醫學功能也成為注目焦點。[19]

1990年
- 為了要爭取亞運的主辦資格，當年活動主題定名為「爭取1998年台北亞運舉辦權」，希望藉此展覽來顯示台灣體育用品產業的實力，以提昇國家形象及地位，並支持政府爭取台北亞運。並且，中華民國田徑協會發起了「送教練到亞運」的義賣活動，希望能籌備亞運培訓的經費，幫助國手之發展。[20][21]

1993年
- 為了鼓勵青少年參與正當休閒活動，並響應政府推動的「反毒運動」，當年的展覽主題定名為「鼓勵青少年參與正當休閒活動」。[22]
- 由於中華職棒受到普遍的重視，主辦單位也邀請三商虎棒球隊的林仲秋、康明杉、涂鴻欽、黃世明舉辦義賣與簽名球贈送活動，並首度邀請影視歌星親臨現場表演。[23]